# Strategic Conquest
Strategic Conquest est un jeu vidéo 4X de stratégie au tour par tour créé par Peter Merrill, sorti en 1984 sur Apple II et PC (Mac OS). Le jeu a connu plusieurs versions, la version 4.0 pour Mac OS ayant été développée par Delta Tao Software.